# Newry City Football Club
Il Newry City Football Club è una società calcistica nordirlandese con sede nella città di Newry e che milita nella seconda divisione nazionale, la IFA Championship. Il club è stato fondato nel 1923 come Newry Town e dal 2004 ha cambiato denominazione in City, in quanto due anni prima Newry ha ottenuto lo status di città.

## Palmarès

### Competizioni nazionali
- Championship: 2

1997-1998, 2021-2022

### Competizioni regionali
- County Antrim Shield: 1

1987-1988
- Mid-Ulster Cup: 7

1936-1937, 1978-1979, 1984-1985, 1986-1987, 1989-1990, 1999-2000, 2006-2007

### Altri piazzamenti
- Campionato nordirlandese:

Terzo posto: 1927-1928
- Irish Cup:

Semifinalista: 2011-2012, 2021-2022
- Irish Football League Cup:

Finalista: 1989-1990, 2008-2009
Semifinalista: 1986-1987, 2007-2008
- IFA Championship:

Secondo posto: 2017-2018

## Newry City nelle Coppe Europee
| Stagione | Torneo          | Turno         | Nazione             | Club                 | Andata | Ritorno | Totale |
| -------- | --------------- | ------------- | ------------------- | -------------------- | ------ | ------- | ------ |
| 1999     | Coppa Intertoto | Primo Turno   | Croazia (bandiera)  | Hrvatski Dragovoljac | 0-1    | 2-0     | 2-1    |
| 1999     | Coppa Intertoto | Secondo Turno | Germania (bandiera) | MSV Duisburg         | 0-2    | 1-0     | 1-2    |